# Рунку (Сучава)
Рунку (рум. Runcu) — село у повіті Сучава в Румунії. Входить до складу комуни Качика.
Село розташоване на відстані 360 км на північ від Бухареста, 30 км на захід від Сучави, 143 км на північний захід від Ясс.

## Населення
За даними перепису населення 2002 року у селі проживали 206 осіб.
Національний склад населення села:
| Національність | Кількість осіб | Відсоток |
| -------------- | -------------- | -------- |
| румуни         | 118            | 57,3%    |
| поляки         | 47             | 22,8%    |
| українці       | 41             | 19,9%    |

Рідною мовою назвали:
| Мова       | Кількість осіб | Відсоток |
| ---------- | -------------- | -------- |
| румунська  | 118            | 57,3%    |
| польська   | 47             | 22,8%    |
| українська | 41             | 19,9%    |